# Kabuki-za
Kabuki-za (歌舞伎座) es el principal teatro de Kabuki de Tokio, Japón. Se encuentra en el barrio de Ginza.
El Kabuki-za fue inaugurado por el periodista Fukuchi Gen'ichirō en la era Meiji. Fukuchi escribió obras de teatro kabuki, teniendo en su mayoría como protagonista a Ichikawa Danjuro IX, tras la muerte de este en 1903, Fukuchi se retiró de la gestión del teatro.
El edificio fue destruido el 30 de octubre de 1921 por un incendio y reconstruido en 1922. La reconstrucción no se había completado cuando de nuevo se quemó durante el Terremoto de Kanto de 1923 .
El teatro fue destruido una vez más por los bombardeos aliados durante la Segunda Guerra Mundial. Fue restaurado en 1950, conservando el estilo de la reconstrucción de 1924.
La estructura de 1950 fue demolida en la primavera de 2010 por miedo a un derrumbe en caso de terremoto y reconstruida durante los siguientes tres años.
- Datos: Q3082575
- Multimedia: Kabuki-za / Q3082575